# Uzahzil-Edzná
Uzahzil-Edzná är en ort i Mexiko.   Den ligger i kommunen Campeche och delstaten Campeche, i den östra delen av landet, 900 km öster om huvudstaden Mexico City. Uzahzil-Edzná ligger 24 meter över havet och antalet invånare är 264.
Terrängen runt Uzahzil-Edzná är platt. Runt Uzahzil-Edzná är det ganska tätbefolkat, med 86 invånare per kvadratkilometer. Närmaste större samhälle är Tikinmul, 16,7 km norr om Uzahzil-Edzná. I omgivningarna runt Uzahzil-Edzná växer i huvudsak städsegrön lövskog.